# Pheidole peregrina
Pheidole peregrina är en myrart som beskrevs av Wheeler 1916. Pheidole peregrina ingår i släktet Pheidole och familjen myror. Inga underarter finns listade i Catalogue of Life.